# Мера
У математици, појам мере генерализује појмове као што су дужина, површина и запремина (мада немају све његове примене везе са физичким величинама). Неформално, ако је дат неки базни скуп, мера је свака конзистентна додела величина (неким) подскуповима базног скупа. Зависно од примене, величина подскупа се може интерпретирати и као физичка величина, количина нечега која лежи у подскупу, или као вероватноћа да ће неки случајан процес довести до резултата из тог подскупа. Главна употреба мере је у дефинисању општих појмова интеграције над доменима са комплекснијим структурама него што су интервали на реалној правој. Такви интеграли се примењују у теорији вероватноће, као и у математичкој анализи.
Често није могуће или пожељно да се додели величина свим подскуповима базног скупа, па мера то не мора ни да учини. Постоје одређени услови конзистентности који одређују којим комбинацијама подскупова мера може да додели величине; ти услови су садржани у помоћном концепту σ-алгебре.
Теорија мере је грана реалне анализе која проучава σ-алгебре, мере, мерљиве функције и интеграле.

## Дефиниција
Формално, мера μ је функција дефинисана на σ-алгебри Σ над скупом X и узима вредности у проширеном интервалу [0, ∞], тако да су следећа својства задовољена:
- Празан скуп има меру нула:

{\displaystyle \mu (\varnothing )=0}.
- Пребројива адитивност или σ-адитивност: ако је {\displaystyle E_{1},E_{2},E_{3},\,\!} ... пребројив низ у пару дисјунктних скупова из {\displaystyle \Sigma }, мера уније свих {\displaystyle E_{i}\,\!} је једнака суми мера свих {\displaystyle E_{i}\,\!}:

{\displaystyle \mu \left(\bigcup _{i=1}^{\infty }E_{i}\right)=\sum _{i=1}^{\infty }\mu (E_{i}).}
Тројка (X, Σ, μ) се тада назива простором мере, а скупови из Σ се називају мерљивим скуповима.
Мера вероватноће је мера са укупном мером један (то јест, μ(X)=1); простор вероватноће је простор мере са мером вероватноће.
За просторе мере који су уједно и тополошки простори, могу се поставити разни услови компатибилности за меру и топологију. Већина мера које се срећу у пракси у анализи (а у многим случајевима и у теорији вероватноће) су Радонове мере. На свакој локално компактној тополошкој групи може се дефинисати до на множење константом јединствена транслаторно инваријантна мера Хара.

## Немерљиви скупови
Нису сви скупови над еуклидским простором Лебег мерљиви; примери таквих скупова су Виталијев скуп, и немерљиви скупови постулирани Хаусдорфовим парадоксом и парадоксом Банаха-Тарског.